# 马其昶
馬其昶（1855年—1930年），字通伯，晚號抱潤翁。安徽桐城城鄉（今城關鎮）人，清末民初中国历史学家。

## 生平
出身書香世家，發奮好學，受業於方東樹、戴鈞衡，光緒間舉人。精古文辭，師從方宗誠、吳汝綸，被譽為桐城派殿軍，其语言又由典雅走向通俗，陳三立評道：“曾、張之後，吳先生之文至矣。……至馬先生簡潔無素”。
光绪三十四年（1908年），授学部主事。辛亥革命後，袁世凯遣人拉拢马其昶等名人，其昶拒之：“区区非能事二姓者也。”南歸後，為清史館總纂，撰有《清史稿》之〈文苑傳〉、光宣朝列傳。1926年，因病归里，三年後病故桑梓。葬於黄铺乡汪河村蜈蚣夹子土坡上。

## 著作
著作有《抱潤軒文集》、《毛詩學》等。

## 家庭
岳祖父姚瑩。妻弟姚永樸。长孙马茂元。